# Lanmaoa asiatica
Lanmaoa asiatica is een van oorsprong Aziatische paddenstoel, die tot de familie Boletaceae behoort. 

## Kenmerken

### Uiterlijke kenmerken
Hoed
De hoed heeft een diameter van 5 tot 11 cm. De vorm is halfbolvormig tot breed convex, soms gerimpeld en licht gekruld aan de rand. De kleur is rood en bij kneuzing wordt deze bruin tot donkerbruin. Het oppervlak van de hoed kleurt lichtgeel tot geel met KOH.
Steel
De steel is 8 tot 11 lang en 1 tot 3 cm dik. Aan de basis is de steel soms bolvormig.
Poriën
De poriën zijn lichtgeel en kleuren onmiddeld bluaw bij aanraken. De buisjes zijn 3 tot 7 mm lang.

### Microscopische kenmerken
Basidia zijn clavaat, 4-sporig, soms 1- of 2-sporig en meten 24–52 × 6–12 μm. Basidiosporen meten (8,5) 9–11,5 (13)×4–5,5 (6) μm. De cheilocystidia zijn fusoïde ventricose tot obclavaat, meestal met subacute top en altijd met een korte cel aangehecht, dunwandig en meten 14–36 × 5–12 μm. De pleurocystidia zijn breed fusoïde ventricose tot ventricose, met subacute top, dunwandig en meten 21–50 × 6–13 μm. Er zijn geen gespen aanwezig.

## Ecologie
Lanmaoa asiatica komt solitair of in groepen voor in subtropische bossen van Pinus yunnanensis of gemengde bossen van Pinus yunnanensis en Quercus. 

## Verspreiding
Lanmaoa asiatica komt veelvuldig voor in zuidwest China, waar hij gekend is als de "Jian shou qing" (letterlijk vertaald "zie blauwe hand") naar de blauwe verkleuring die deze paddenstoel vertoond als hij wordt versneden of gekneusd.

## Hallucinaties
In rauwe vorm zou de Lanmaoa asiatica mogelijk sterke hallucinaties kunnen veroorzaken, al is hier enkel anekdotisch bewijs voor. De werkzame stof hiervoor is echter nog niet geïsoleerd. De paddenstoel bevat geen psilocybine; een alom bekende psychoactieve stof die ook blauw kleurt bij kneuzing. Wanneer de paddenstoel verhit wordt zouden de psychoactieve eigenschappen echter verdwijnen. In Yunnan wordt hij dan ook - wanneer juist verhit en klaar gemaakt - als eetbaar beschouwd. Echter sommige westerse mycologen beschouwen de Lanmaoa asiatica als giftig.